# Natuur in Frankrijk
De natuur in Frankrijk kent een groot oppervlak aan ongerepte of gedeeltelijk ingerichte gebieden. Veel er van wordt in toenemende mate bedreigd door het wegtrekken van lokale bewoners naar de steden, door het steeds toenemende toerisme en door grote infrastructurele projecten. Vanaf het begin van de 20e eeuw zijn daarom veel van deze gebieden uitgeroepen tot beschermd natuurpark of reservaat.

## Verschillende soorten natuurgebieden
Frankrijk heeft drie categorieën beschermde natuurgebieden: natuurreservaten, nationale natuurparken en regionale natuurparken. Het beheer van deze gebieden ressorteert bij verschillende instanties op nationaal en regionaal niveau en omvat onder meer waterbeheer, bosbeheer en de bescherming van flora en fauna. 
Er zijn allerlei soorten parken, zoals een vulkanisch gebied, een park dat bijna helemaal uit zee bestaat, parken in hooggebergte of middelgebergte, parken met grote bosgebieden, met rivierkloven of in rivierdelta's. Sommige gebieden hebben een bijzondere en rijke flora en fauna, zoals de Camargue.

## Natuurreservaten
Frankrijk kent al sinds 1901 een eigen natuurbeschermingsorganisatie, die sinds 1994 de naam Réserves naturelles de France draagt. Het eerste beschermde natuurgebied (1961) was Lac Luitel (Isère). Het land telde 316 natuurreservaten in 2003 (réserves naturelles). In 2006 waren dat er al 333. Daarvan zijn 147 Réserves naturelles nationales (nationale natuurreservaten), 157 réserves naturelles régionales (regionale natuurreservaten) en 6 réserves naturelles de Corse (op het eiland Corsica). Het grootste beschermde natuurgebied van Frankrijk is het reservaat des Nouragues in Frans-Guyana, 100.000 ha tropisch bos. Ook op Corsica ligt een zeer groot reservaat, Bouches de Bonifacio, van 79.460 ha. Per 2011 kent het land er 253 met een oppervlakte van 2.846.322 hectare.

## Regionale Natuurparken
Sinds 1967 voert Frankrijk een actief overheidsbeleid ter bescherming van de natuur in eigen land en overzeese gebiedsdelen. In 1971 werden alle organisaties ter bescherming van regionale natuurparken verenigd in La Fedération des Parcs Naturels. Toewijzing van de status van een gebied  als regionaal natuurpark (veel minder streng beschermd dan een nationaal park) valt onder de verantwoordelijkheid van de minister van Milieuzaken. Elk gebied dat het predicaat 'regionaal natuurpark' (fr: parc naturel régional) krijgt toebedeeld moet een tienjarenplan uitvoeren, waarna via evaluatie van wat er tot stand is gebracht over de verdere toekomst van het gebied beslist wordt. Frankrijk telt 56 regionale natuurparken.
Zie ook: Lijst van parken en reservaten in Frankrijk

## Nationale parken
Frankrijk telt 11 nationale parken, waarin de natuur het strengst beschermd wordt. Elk nationaal park bestaat uit een kernzone met daaromheen een randzone.
Zie ook: Lijst van nationale parken in Frankrijk

## Doel natuurreservaten en parken
Het algemene doel van de instelling van de parken en reservaten is de bescherming van het natuurlijke en historische erfgoed, en de ontwikkeling en beheersing van het toerisme in de verschillend gebieden. Het beheer van de nationale parken is daarbij nadrukkelijker gericht op het behoud van de natuur; dat van de regionale parken meer op het ontwikkelen van de economische en toeristische waarde van deze gebieden. In nationale parken is vrije jacht niet toegestaan en alleen in de gebieden buiten de beschermde kern wordt toerisme toegestaan. Voor de regionale parken geldt dat jagen bijna overal is toegestaan en toeristen in het grootste deel van het gebied worden toegelaten.

## Bijzondere dieren
In Frankrijk komt een aantal zoogdieren voor die niet (meer) in Nederland voorkomen, zoals:
- Beer
- Lynx
- Marmot